# 鋭角三角形
鋭角三角形（えいかくさんかっけい、英: acute‐angled triangle）は、三角形の一種で、最大角が直角 (90°=π/2 rad) よりも小さい図形である。
なお、鋭角三角形では、長辺をc、短辺をa,bとすれば、各辺は　c2 < a2 + b2　の関係となり、また外心や垂心が三角形の内部に生ずる。